# 谢里西
谢里西（法語：Cherisy，亦作，法語發音：[ʃeʁizi]）是法国厄尔-卢瓦省的一个市镇。

## 地理
谢里西（48°44'51.11"N, 1°25'26.39"E）面积12.38 平方千米，位于法国中央-卢瓦尔河谷大区厄尔-卢瓦省，该省份为法国北部内陆省份，北起顺时针与厄尔省、伊夫林省、埃松省、卢瓦雷省、卢瓦-谢尔省、萨尔特省和奧恩省接壤。
与谢里西接壤的市镇（或旧市镇、城区）包括：塞尔维尔、阿邦当、圣热姆莫龙瓦勒、德勒、蒙特勒伊、热尔曼维尔。

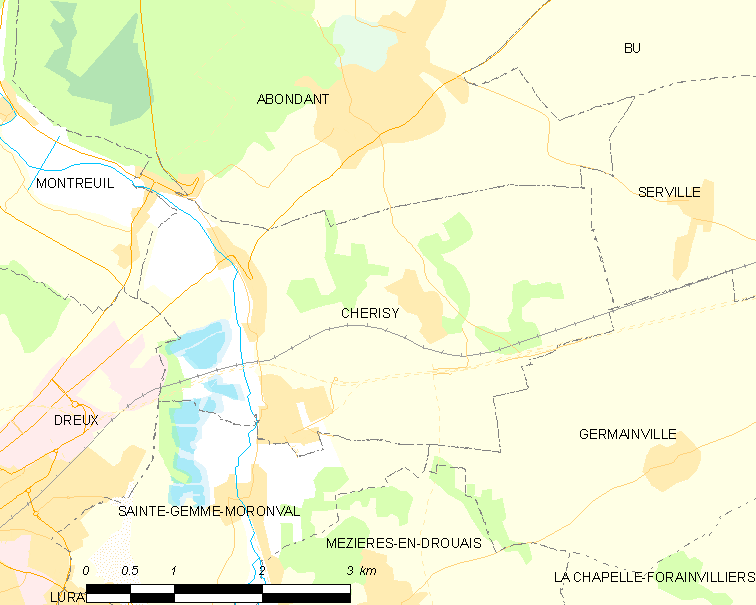
谢里西的OSM定位图

谢里西的时区为UTC+01:00、UTC+02:00（夏令时）。

## 行政
谢里西的邮政编码为28500，INSEE市镇编码为28098。

## 政治
谢里西所属的省级选区为阿内特县。

## 人口

1962-2008年间谢里西人口变化图示

谢里西于2022年1月1日时的人口数量为1857人。